# District de Takaichi
Le district de Takaichi (高市郡, Takaichi-gun) est un district de la préfecture de Nara, au Japon.
Au 1er décembre 2014, sa population était de 12 723 habitants pour une superficie de 49,85 km2.

## Communes du district
- Bourg :
  - Takatori
- Village :
  - Asuka